# Platyrhachus proximatus
Platyrhachus proximatus är en mångfotingart som beskrevs av Filippo Silvestri 1895. Platyrhachus proximatus ingår i släktet Platyrhachus och familjen Platyrhacidae. Inga underarter finns listade i Catalogue of Life.